# Benito Jerónimo Feijoo

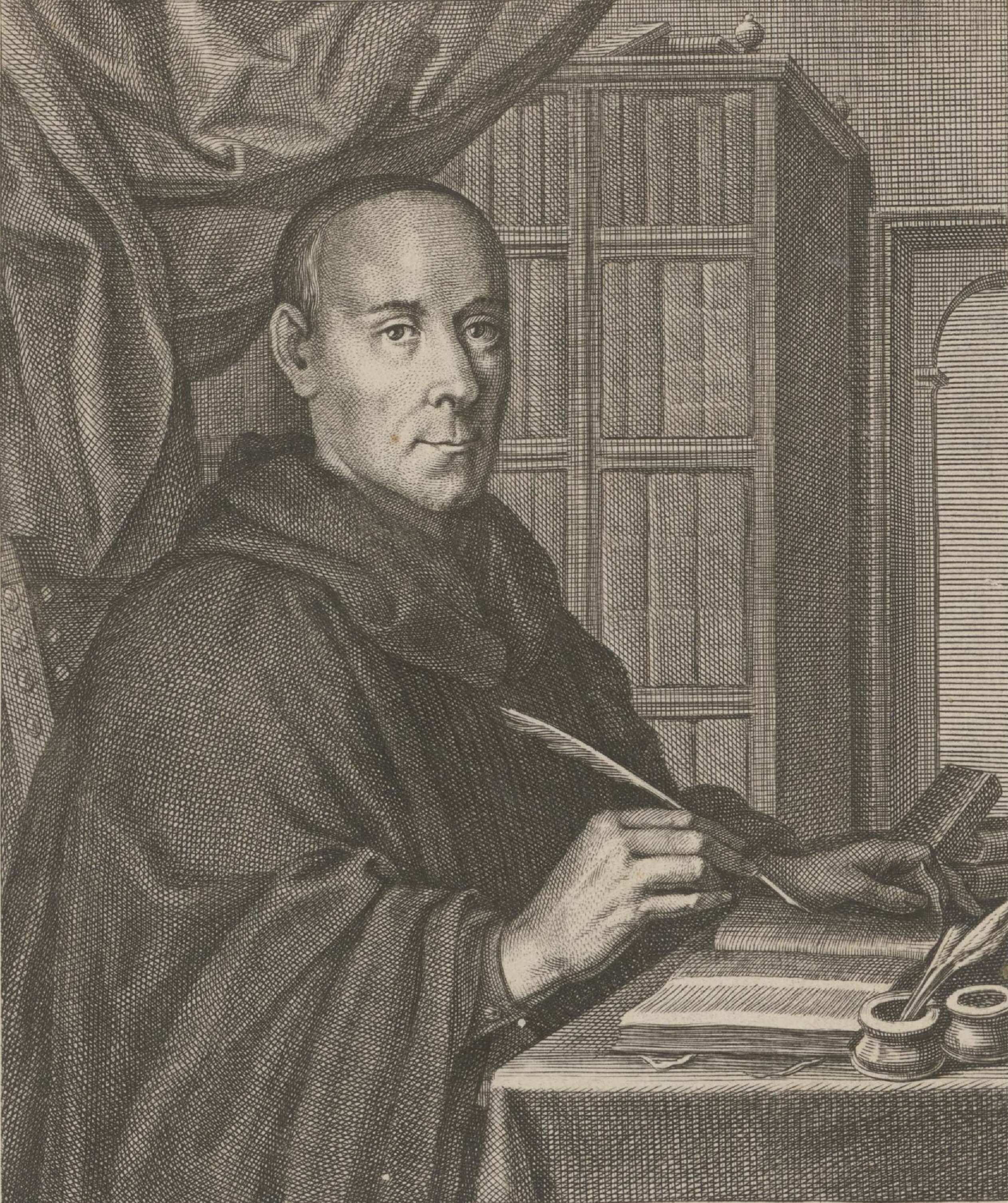
Portretgravure van de 57-jarige Feijoo

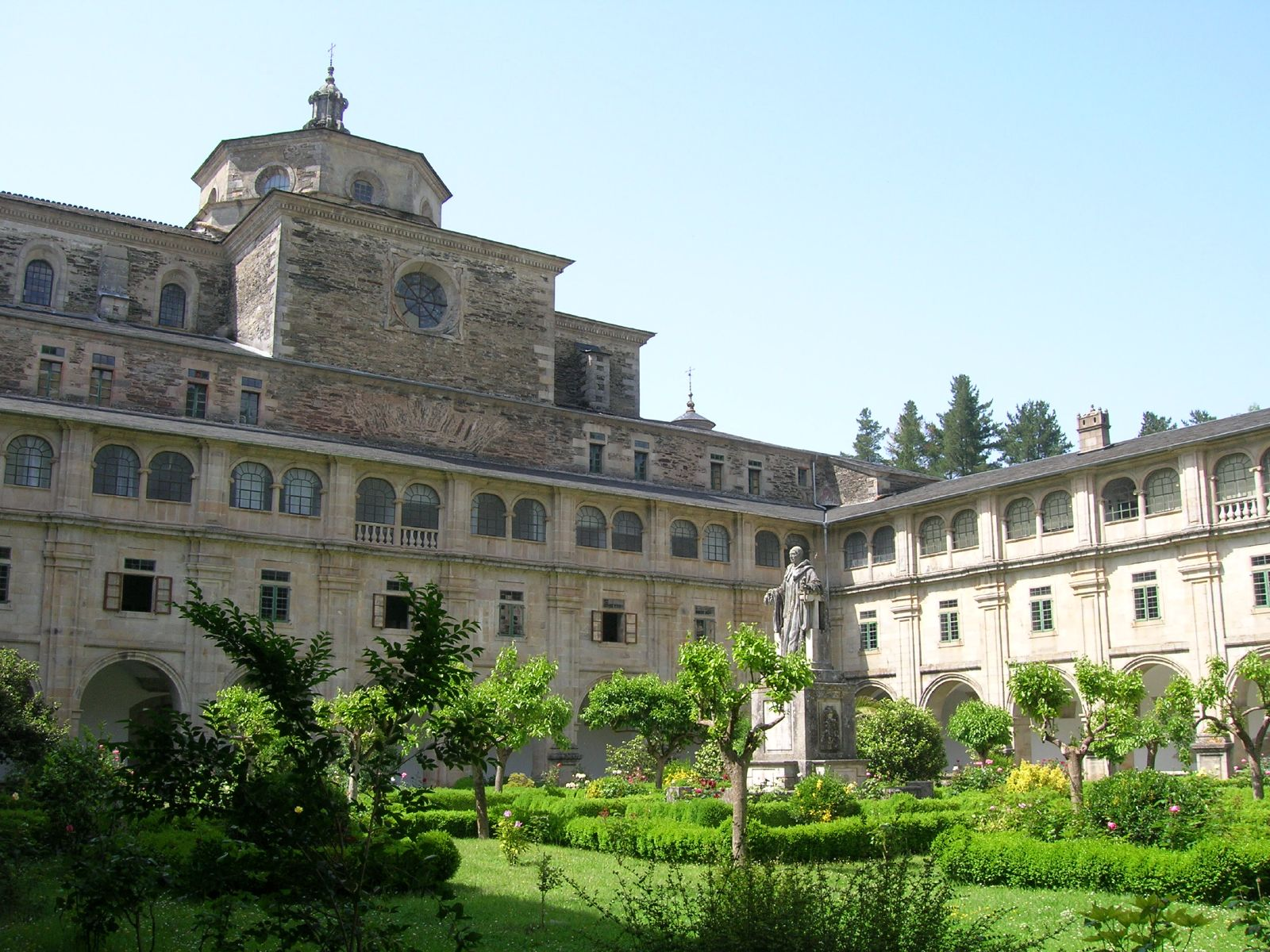
Standbeeld van Feijoo in het San Xulián-klooster van Samos, waar hij in 1690 het habijt aannam

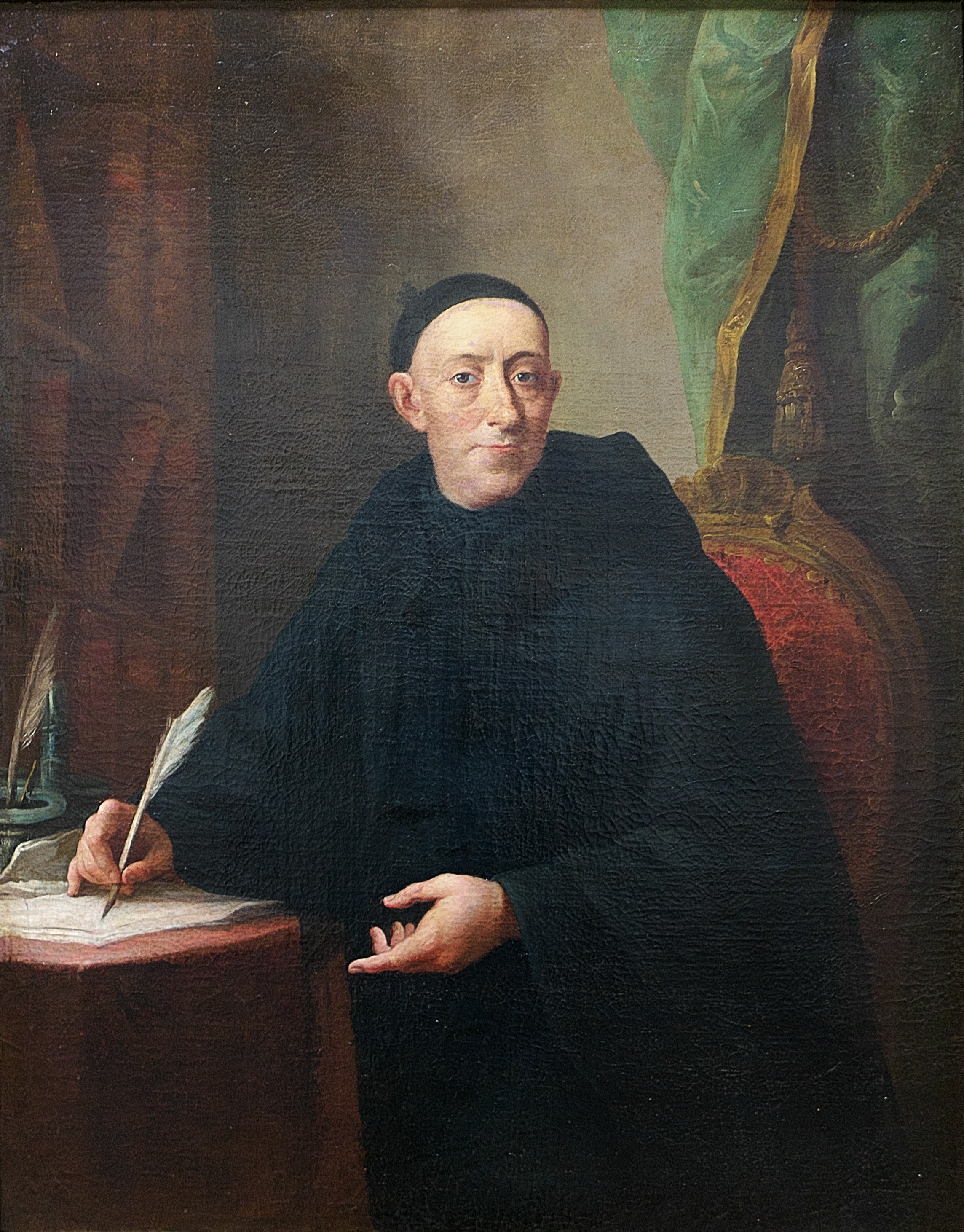
Postuum portret door Mariano Salvador Maella (ca. 1780-1790)

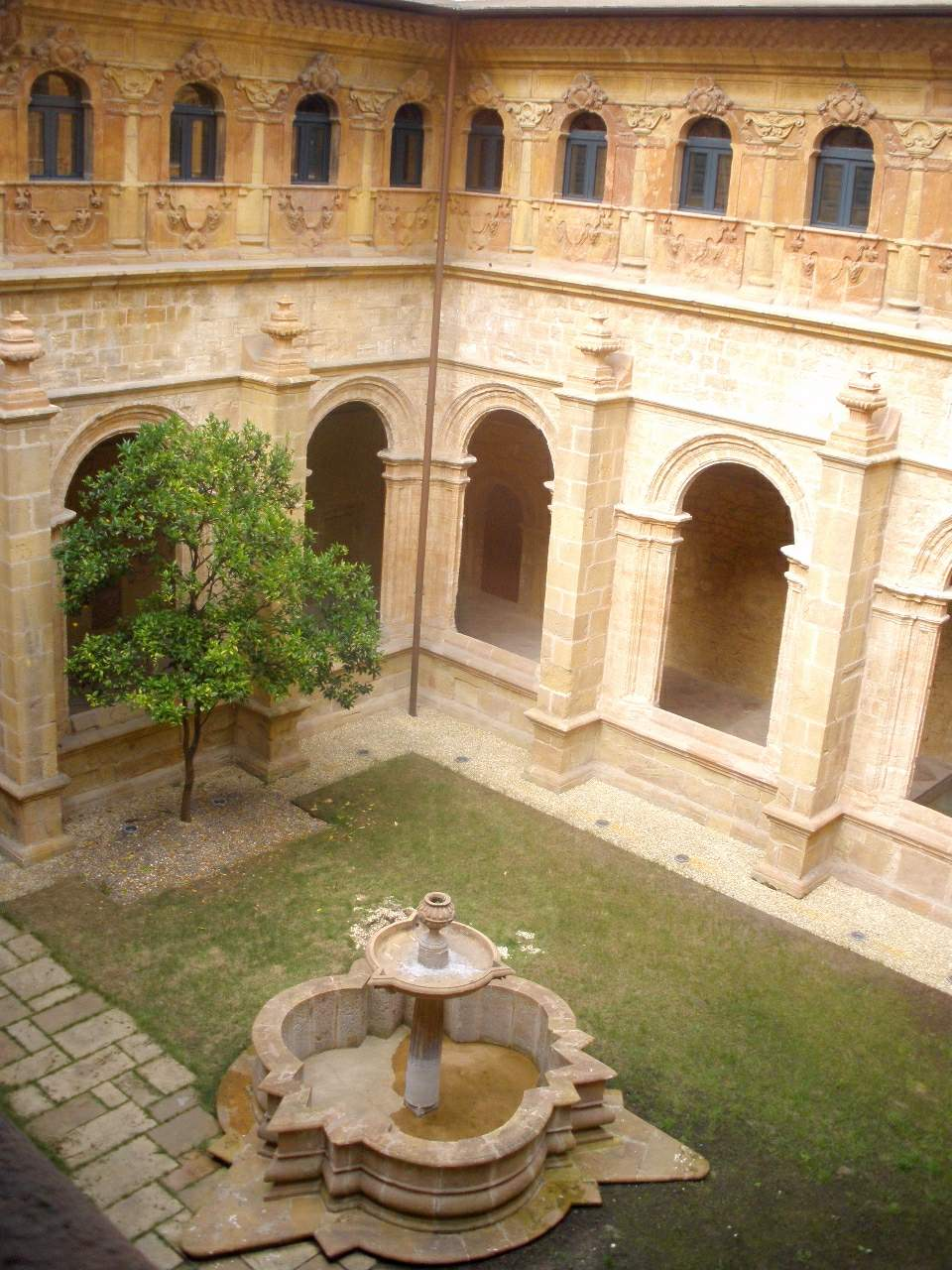
Kloostergang van de San Vicente-abdij van Oviedo, waar Feijoo verbleef van 1709 tot 1764

Benito Jerónimo Feijoo y Montenegro (Casdemiro, 8 oktober 1676 – Oviedo, 26 december 1764) was een Spaans geleerde en geestelijke die een van de eerste en voornaamste stemmen van de Verlichting was in zijn land. Als benedictijns abt streefde hij naar een zekere openheid voor wetenschappers die theologisch afweken van de katholieke leer. Hij was een veelzijdig en productief auteur die vooral essayistische werken schreef voor een breed publiek. In één ervan, Defensa de las mujeres, verdedigde hij de geestelijke gelijkwaardigheid van vrouwen aan mannen.

## Leven
Feijoo kwam uit een Galicische familie van hidalgos. Hij was het oudste van tien kinderen, maar verzaakte aan zijn eerstgeboorterecht om als dertienjarige het benedictijnenklooster San Xulián in Samos te vervoegen. Binnen zijn orde werd hij opgeleid aan de abdijscholen van San Esteban in Ribas de Sil, San Salvador de Lérez in Pontevedra (vanaf 1692), San Vicente in Salamanca en San Pedro de Eslonza in León. Terug in San Xulián werd hij tot priester gewijd.
In 1709 werd hij licentiaat in de theologie aan de Universiteit van Oviedo, waar hij het volgende jaar professor theologie en filosofie werd. Ook in de abdijschool van Oviedo doceerde hij godgeleerdheid. In 1721-1723 en opnieuw in 1729-1737 was hij daar abt. Tussendoor was hij gedebuteerd als auteur met een verdediging van de vooruitstrevende arts Martín Martínez. Voor publicatiedoeleinden maakte hij een paar korte reizen naar Madrid, maar hij verkoos de rust en de onafhankelijkheid van de provincie, waar hij als benedictijns theoloog ook toelating had van de Inquisitie om boeken te raadplegen die voor leken verboden waren.
In 1739 trok Feijoo zich terug uit het publieke leven en legde hij zich toe op lezen en schrijven. Het nam niet weg dat hij volop bleef deelnemen aan het intellectuele debat van zijn tijd. Hij was een minzaam persoon die mensen ontving in zijn cel, huisbezoeken aflegde en intensief correspondeerde. Zijn werk lokte heel wat reactie en polemiek uit, maar hij werd beschermd door koning Ferdinand VI, die het in 1750 verbood het publiek met hem oneens te zijn. Twee jaar voordien had Ferdinand hem benoemd in de Raad van Castilië. Hij stierf in 1764 in de abdij van Oviedo en werd begraven in de abdijkerk.

## Werk
Feijoo was zich er pijnlijk van bewust dat Spanje intellectueel achterop was geraakt en voor een groot deel was blijven steken in de aristotelisch-scholastische traditie. Hij stelde zich tot doel het land weer aansluiting te doen vinden bij de Europese voorhoede door rationalisme en empirisme. Daarbij liet hij zich leiden door een grote nieuwsgierigheid en drang naar kennis. Misschien strookten de denkbeelden van Galilei, Descartes, Bacon en Newton theologisch niet helemaal met de katholieke leer, maar het intellectueel klimaat moest ruimte laten om hen wetenschappelijk te bestuderen. Wetenschap was een goddelijk geïnspireerde zoektocht naar de waarheid.
Het voornaamste vehikel van Feijoo was zijn Teatro crítico universal, dat in negen volumes verscheen van 1726 tot 1740. Dit 'Universeel kritisch schouwtoneel' groeide uit tot een encyclopedisch geheel van 117 essays over de meest diverse onderwerpen. In verlichte trant bestreed hij elke vorm van op autoriteit gebaseerd denken en probeerde hij vooroordelen en algemeen verspreide fouten uit te roeien. Hij hing niet één bijzondere school aan, maar zorgde ervoor dat een breed publiek kennis maakte met diverse buitenlandse denkers. Zijn bereik was in Spanje niet meer gezien sinds de dagen van Cervantes, en de auteurs die in de pen kropen om hem te bekritiseren of te verdedigen, waren haast niet bij te houden.
Hij kwam op voor vernieuwing in het onderwijs en in de geneeskunde, bestreed het geloof in heksen, demonen en toverij, en doorprikte valse mirakels. In zijn essay Demoníacos oordeelde hij dat duivelse bezetenheid meestal kon worden toegeschreven aan bijgeloof en onwetendheid. Ook stelde hij voor een aantal heiligenfeesten te schrappen om de welvaart op te drijven. Van het volksgeloof had hij een lage dunk. In het essay El no se qué (1733) hekelde hij de apathie van de massa. Hij zocht het juiste midden tussen goedgelovigheid en skepticisme. Een ander idee waartegen hij zich verzette, was dat er nationale of raciale verschillen in intellectueel vermogen zouden bestaan. Daarover schreef hij het essay Mapa intelectual y cotejo de naciones ('Intellectuele kaart en vergelijking van naties').
De opvolger van het Teatro crítico was opnieuw een meerdelig werk, getiteld Cartas eruditas y curiosas. Het bestond uit 163 'Geleerde en curieuze brieven', die verschenen van 1742 tot 1760 in vijf volumes. Ze waren informeler van stijl en bevatten meer autobiografische gegevens. Nog tijdens Feijoo's leven werd zijn werk vertaald in het Frans, Portugees, Engels en Italiaans. Maar vóór de eeuw om was, raakte het uit druk.

## Protofeminisme
In de Querelle des femmes nam Feijoo het op voor de vrouwen. Zijn Defensa de las mujeres (1726) is in Spanje baanbrekend geweest in het verdrijven van een aantal vooroordelen. Zijn centrale stelling was dat het vrouwelijke intellect in geen enkel opzicht onderdeed voor dat van mannen. Als vrouwen in bepaalde ambten en beroepen minder aan bod kwamen, dan was dat alleen te wijten aan uitsluiting en usurpatie door de mannen. María de Zayas had een eeuw voordien iets gelijkaardigs gezegd, dus het idee was niet nieuw in Spanje, maar in Feijoo vond het een verdediger met gezag en aanzien. Hij refereerde aan gelijkgestemden als Jean-Baptiste Morvan de Bellegarde en François Poullain de La Barre, maar ook – en cruciaal – aan vrouwelijke auteurs als Marie de Gournay en Lucrezia Marinella, aan wie hij dus autoriteit toekende.
Toch was zijn denken over vrouwen niet zo radicaal als het op het eerste gezicht lijkt. Ten eerste was het niet zijn bedoeling om de sociale orde te ondergraven waarvan hij meende dat ze door de Voorzienigheid was ingesteld. Vrouwen dienden zowel thuis als in de politiek het mannelijk gezag te erkennen. Alleen was die onderwerping niet gegrond op enige inferioriteit, maar op het positief recht, namelijk de straf die ze hadden gekregen voor de zonde van Eva. Ten tweede blijkt uit andere brieven en geschriften dat Feijoo op het punt van de intellectuele capaciteit van vrouwen lang niet altijd consequent of vrij van ambiguïteit was. Af en toe kon hij zelf worden betrapt op stereotypisch denken.

## Publicaties
- Apología del escepticismo médico (1725)
- Teatro crítico universal (1726-1740), 8 dln. plus een Suplemento
- Satisfacción al Escrupuloso (1727)
- Respuesta al discurso fisiológico-médico (1727)
- Ilustración apologética (1729)
- Cartas eruditas y curiosas (1742-1760), 5 dln.
- Justa repulsa de inicuas acusaciones (1749)
- Adiciones (1783)
- Epistolario
- Poesía

## Uitgaven
- Obras completas, ed. José Miguel Caso González, 1981
- Integrale digitale editie, 1998 (Biblioteca Filosofía en español)

## Voetnoten
1. ↑  Edward V. Coughlin, "The Polemic of Feijóo's ‘Defensa de las mujeres’" in: Dieciocho, 1986, nr. 1-2, p. 74-85
2. ↑  Mónica Bolufer Peruga, "‘Neither Male, Nor Female’: Rational Equality in the Early Spanish Enlightenment" in: Women, Gender and Enlightenment, eds. Sarah Knott en Barbara Taylor, 2005, p. 389-409
3. ↑  Mónica Bolufer-Peruga, "Revisiter la Défense des femmes (1726) de Benito Jerónimo Feijoo" in: Clio. Femmes, Genre, Histoire, 2016, nr. 1, p. 223-249. DOI:10.4000/clio.13005
4. ↑  Mónica Bolufer-Peruga, "Revisiter la Défense des femmes (1726) de Benito Jerónimo Feijoo" in: Clio. Femmes, Genre, Histoire, 2016, nr. 1, § 23. DOI:10.4000/clio.13005

- Bibsys: 97036596
- Biblioteca Nacional de España: XX885166
- Bibliothèque nationale de France: cb12060504f (data)
- Catàleg d'autoritats de noms i títols de Catalunya: 981058521348006706
- CiNii: DA02450471
- Gemeinsame Normdatei: 118683217
- International Standard Name Identifier: 0000 0001 2145 0375
- Library of Congress Control Number: n50001098
- Nationale Bibliotheek van Tsjechië: jn20000601537
- Nationale bibliotheek van Australië: 35796695
- Nationale Bibliotheek van Israël: 987007300468305171
- Nationale en Universitaire bibliotheek Zagreb: 000054791
- Nederlandse Thesaurus van Auteursnamen: 068733453
- Réseau des bibliothèques de Suisse occidentale: 02-A000061734
- Istituto Centrale per il Catalogo Unico: MILV120053
- LIBRIS: 52906
- SNAC: w6cv5tb5
- Système universitaire de documentation: 028856074
- Trove: 1091668
- Virtual International Authority File: 100046691
- WorldCat: E39PBJxrX3PvBjvyrkbpqbJ4bd